# Aspvedgeting
Aspvedgeting (Symmorphus connexus) är en stekelart som först beskrevs av Curtis 1826. Enligt Catalogue of Life ingår aspvedgeting i släktet vedgetingar och familjen Eumenidae, men enligt Dyntaxa är tillhörigheten istället släktet vedgetingar och familjen getingar. Arten är reproducerande i Sverige. Inga underarter finns listade.